# M-5 (Rusland)
De M-5 of Oeral (Russisch: М-5 Урал) is een federale autoweg in Rusland, die loopt van Moskou via Rjazan, Penza, Samara en Oefa naar Tsjeljabinsk en een lengte heeft van 1855 kilometer. De weg is een van de onderdelen van de Trans-Siberische weg van Moskou naar Vladivostok en de Europese weg 30, de weg van Cork naar Omsk.

## Traject
De M-5 start bij de kruising van de MKAD met de prospekt Wolgogradski in Moskou en loopt vandaaruit in zuidwestelijke richting de oblast Moskou in, waarbij ze de zuidwestelijke buitenwijken van Ljoebertsy en de steden Bronnitsy, Kolomna (waar ze de Oka oversteekt) en Loechovitsy voert. Vandaar voert de M-5 verder door de oblast Rjazan in zuidoostelijke en oostelijke richting. De weg passeert de stad Rybnoje aan noordoostzijde en voert verder om de stad Rjazan heen door de westelijke en zuidelijke buitenwijken, langs het dorpje Sjilovo (ten noorden van de M-5) en door de stad Sjatsk. Daarna loopt de weg verder in zuidoostelijke richting door de republiek Mordovië, door de plaatsen Oemjot en Zoebova Poljana. De route gaat daarna verder door oblast Penzain oostelijke en zuidoostelijke richting; eerst door de stad Spassk en vervolgens met een boog langs de noordelijke en oostelijke buitenwijken rond de stad Nizjni Lomov, door de plaatsen Mosjkan en Ramzaj, over de rondweg langs de noordelijke buitenwijken van Penza en verder noordelijk van de gesloten stad Zaretsjny en zuidelijk van de stad Koeznetsk. Daarop gaat de weg een klein stukje door de oblast Oeljanovsk in oostelijke richting, door het dorpje Novospasskoje.
Daarna gaat de route van de M-5 verder door de oblast Samara, nog steeds in oostelijke richting. De weg loopt door de noordelijke buitenwijken van Syzran, langs de noordzijde van Oktjabrsk en verder langs het Stuwmeer van Saratov en vandaar in noordelijke richting over de Boog van Samara door de stad Zjigoeljevsk, over de dam van de waterkrachtcentrale Zjigoeljevsk en door het district Komsomolski van de stad Toljatti, waarna de weg weer afbuigt naar het oosten en vervolgens naar het zuidoosten. De M5 werd uitgebouwd tot autosnelweg over 97 kilometer tussen Syzran en Toljatti in 2024. De weg trekt iets ten noorden voorbij aan de stad Samara, waar ze ten noorden van de plaats Novosemejkino scherp afbuigt naar het noordoosten en vervolgens geleidelijk aan weer naar het oosten.
Daarop verloopt de M-5 weer in noordoostelijke richting door de oblast Orenburg en de republiek Tatarije (Tatarstan) en verder oostwaarts door de republiek Basjkirostan (Basjkortostan), waar deze door de zuidelijke buitenwijken van de steden Oktjabrski en Oefa voert. Daarna gaat de weg verder in oostelijke, noordoostelijke en zuidoostelijke richting door de oblast Tsjeljabinsk. Bij Kropatsjovo, waar de weg nog een klein stukje door Basjkirostan loopt, loopt een weg naar boven naar Krasno-oefimsk. Deze aftakking van de M-5 wordt vaak genomen door verkeer dat naar Jekaterinenburg moet, daar deze route korter is dan via Tsjeljabinsk.
Na het stukje door Basjkirostan te hebben gevolgd, gaat de M-5 verder door de zuidelijke buitenwijken van Oet-Katav, langs het noorden van de stad Joerjoezan en ten zuiden van de steden Satka, Zlato-oest, Miass, Tsjebarkoel, om te eindigen in Tsjeljabinsk.
De weg sluit aan op de R-254, die verder voert naar Omsk, Novosibirsk, Krasnojarsk en Irkoetsk.

## Bergtraject van de M-5
Het oostelijke deel van de weg dat door de oblast Tsjeljabinsk voert, is het gevaarlijkste deel van de weg. Op dit traject komen jaarlijks 50 mensen om en raken er meer dan 200 gewond. De weg schommelt hier tussen de 1 en 3 rijbanen, die niet van elkaar zijn gescheiden door vangrails. Ruim 84% van dit traject voldoet niet aan de eisen met betrekking tot de kracht waarop de weg bestand moet zijn. Het verkeer is 5 tot 7 maal zo hoog als waarop de weg berekend is. De weg wordt vaak een dodenweg genoemd. De Russische regering wil de weg, waarvan anno 2008 slechts 35% aan de gestelde regels voldoet en waar jaarlijks 1500 ongelukken plaatsvinden, waarvan ruim 650 met dodelijke afloop, vanaf 2015 moderniseren.

## Plaatsen langs de M-5
| Km                 | Plaats                                          |
| Moskou             |                                                 |
| 0                  | Moskou                                          |
| oblast Moskou      |                                                 |
| 23                 | Tsjoelkovo                                      |
| 44                 | Bronnitsy (kruising met A 107)                  |
| 70                 | Stepansjtsjino (iets eerder kruising met A 108) |
| 93                 | Kolomna                                         |
| 116                | Loechovitsy                                     |
| oblast Rjazan      |                                                 |
| 181                | Rjazan                                          |
| 256                | Mossolovo (bij Spassk-Rjazanski)                |
| 302                | Poetjatino                                      |
| 313                | Karaboechino                                    |
| 345                | Sjatsk                                          |
| 402                | Saltykovo                                       |
| Republiek Mordovië |                                                 |
| 440                | Zoebova Poljana                                 |
| oblast Penza       |                                                 |

| Km                     | Plaats                     |
| 472                    | Bednodemjanovsk            |
| 525                    | Nizjni Lomov               |
| 593                    | Moksjan                    |
| 634                    | Penza                      |
| 684                    | Gorodisjtsje               |
| 706                    | Tsjaadajevka               |
| 745                    | Koeznetsk                  |
| 761                    | Jevlasjevo                 |
| oblast Oeljanovsk      |                            |
| 822                    | Novospasskoje              |
| oblast Samara          |                            |
| 887                    | Syzran                     |
| 930                    | Mezjdoeretsjensk           |
| Oversteek van de Wolga |                            |
| 972                    | Toljatti                   |
| 1010                   | Koeroemotsj                |
| 1032                   | Aftakking A-300 bij Samara |
| 1043                   | Krasny Jar                 |

| Km                                     | Plaats                                       |
| 1115                                   | Soechodol                                    |
| 1178                                   | Staraja Balykla                              |
| oblast Orenburg                        |                                              |
| 1204                                   | Severnoje                                    |
| Republiek Tatarije (Tatarstan)         |                                              |
| 1271                                   | Bavly                                        |
| Republiek Basjkirostan (Basjkortostan) |                                              |
| 1285                                   | Oktjabrski                                   |
| 1324                                   | Serafimovski                                 |
| 1392                                   | Kob-Pokrovka                                 |
| 1459                                   | Oefa                                         |
| oblast Tsjeljabinsk                    |                                              |
| 1582                                   | Sim                                          |
| 1625                                   | Joerjoezan                                   |
| 1671                                   | Satka                                        |
| 1759                                   | Miass                                        |
| 1777                                   | Tsjebarkoel                                  |
| 1855                                   | Tsjeljabinsk (aansluiting op A-310 en R-254) |